# Buck Dharma
Donald "Buck Dharma" Roeser, född  12 november 1947 på Long Island, New York, är en amerikansk gitarrist, sångare och låtskrivare, mest känd som medlem i heavy metal-bandet Blue Öyster Cult ända sedan starten 1967. 
Dharma skrev och sjöng många av Blue Öyster Cults mest kända låtar, till exempel "(Don't Fear) The Reaper" och "Burnin' for You". Han är som gitarrist känd för sina långa och komplicerade solon. 
Pseudonymen Buck Dharma uppfanns av bandets manager, Sandy Pearlman, som föreslog att alla i bandet skulle ha varsitt smeknamn, det var dock enbart Roeser som valde att göra det.
Roeser är känd för sin användning av gitarren Gibson SG och många specialtillverkade Steinberger-modeller. En av hans Steinberger-gitarrer har en kropp producerad för att se ut som schweizisk ost. Dharma kallar gitarren "Cheeseberger".

## Diskografi, solo
Studioalbum
- 1982 – Flat Out

Singlar
- 1982 – "Born to Rock"
- 1982 – "Your Loving Heart"